# Puliciphora gracilis
Puliciphora gracilis är en tvåvingeart som beskrevs av Borgmeier 1960. Puliciphora gracilis ingår i släktet Puliciphora och familjen puckelflugor. Inga underarter finns listade i Catalogue of Life.